# ロス154
ロス154（英語: Ross 154）は、いて座にある恒星である。視等級は10.495等 で、肉眼での観測は不可能である。ロス154を観測するには、少なくとも口径6.5cmの望遠鏡が必要となる。地球からは約9.7光年（約3パーセク）離れている。ロス154は地球に近い恒星の一つとして知られる。

## 概要
| 太陽 | ロス154   |
| ---- | --------- |
| 太陽 | Exoplanet |

ロス154は、1925年にアメリカの天文学者フランク・エルモア・ロスによって発見され、彼が作成した、変光星をまとめた第4版の星表に、新たに収録された。1926年には、エドワード・エマーソン・バーナードが、この恒星の固有運動を測定し、彼の第2版の星表に記載された。1937年にWalter O'Connellは、南アフリカのヨハネスブルグにあるイェール望遠鏡を用いて、ロス154の写真乾板を作成した。そして、年周視差を測定したところ、0.362 ± 0.006秒角という値が得られ、当時知られていた恒星の中で、6番目に近い恒星である事が分かった。
ロス154はくじら座UV型の閃光星で、平均で約2日間の間に、太陽フレアによる変光を繰り返す。1951年に、オーストラリアから、ロス154の視等級が0.4等も上昇したのが観測された。ロス154で典型的なフレアが発生した時、視等級は3等から4等上昇する。恒星の表面の磁場の強さは、2.2 ± 0.1kGと測定されている。ロス154は、X線を放出しており、いくつかのX線天文衛星でX線が観測されている。X線による光度は約9 ×1027エルグ/秒である。
スペクトル分類はM3.5Ve で、水素を使って核融合反応を起こす主系列星の段階にある。質量は太陽の0.17倍
半径は0.24倍 で、光度は0.0038倍 しかない。太陽のような恒星と対照的に、恒星内部の対流は非常に遅い。恒星の自転に基づくと、ロス154の年齢は数億年とされている。ヘリウムより重い元素の割合は太陽の半分ほどと考えられている。
ロス154に最も近い恒星はバーナード星で、5.41光年離れている。ロス154の周りに、太陽系外惑星などは2016年現在、発見されていない。しかし、周辺で過剰な赤外線が観測されており、これは原始惑星系円盤の名残と考えられる。なお、赤色矮星の場合、周辺のガス円盤は1億年以上が経過すると恒星風によって消滅してしまう。銀河座標におけるロス154の固有運動は、[U, V, W]=[–12.21, –1.04, –7.20]km/sである。この固有運動は、現在知られているどの運動星団にも属さない。ロス154は、銀河系の中心から2万7650光年から3万660光年離れたところを軌道離心率0.052の軌道で公転しているとされている。その低い空間速度からして、太陽と同じく種族Iの恒星とされている。約15万7000年後には、6.39 ± 0.10光年（1.959 ± 0.031 パーセク）まで接近するとされている。